# Антоне (Сілезьке воєводство)
Антоне (пол. Antonie) — село в Польщі, у гміні Попув Клобуцького повіту Сілезького воєводства.
У 1975-1998 роках село належало до Ченстоховського воєводства.